# Luis Almagro

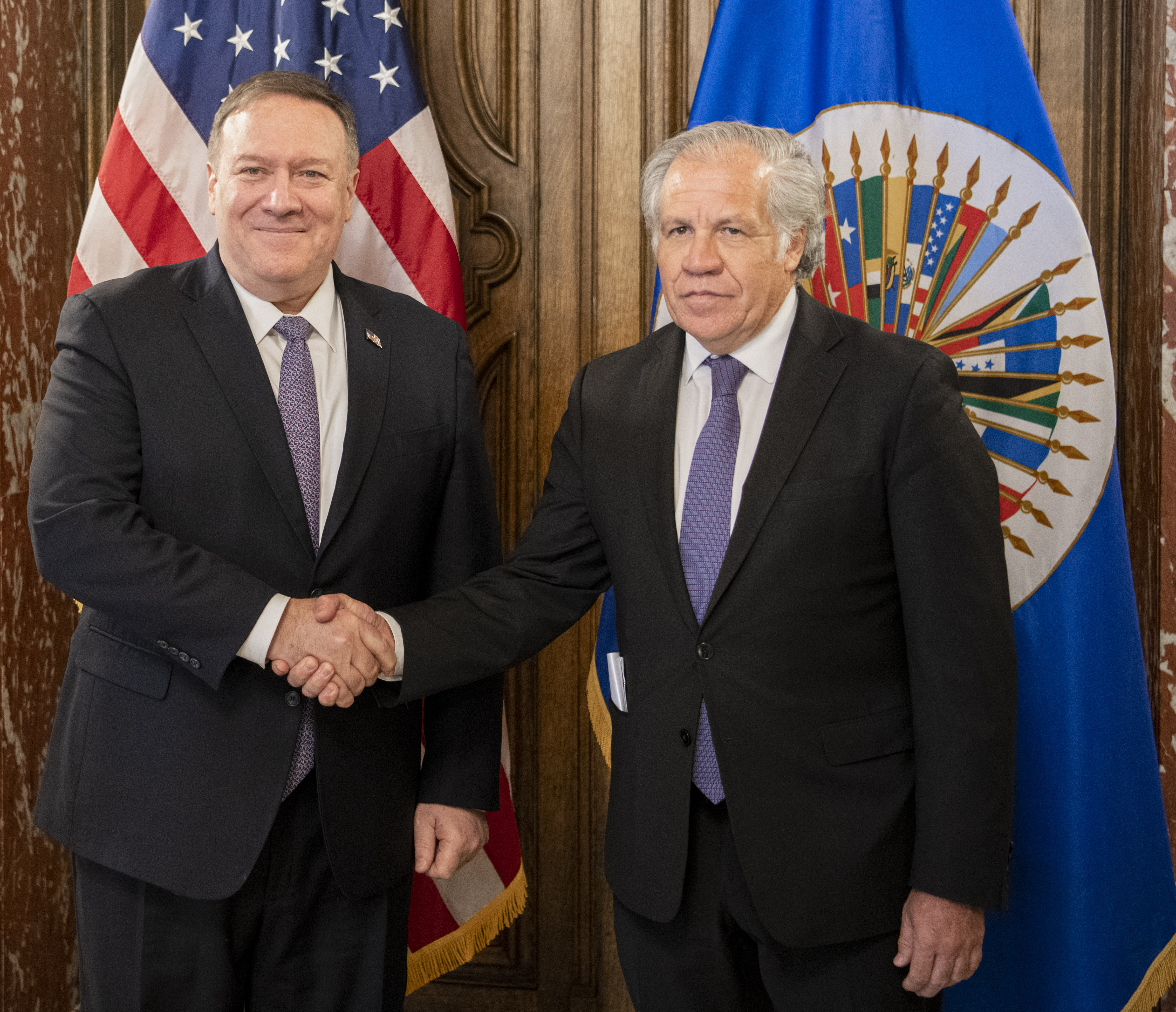
Almagro met Mike Pompeo, 2020

Luis Leonardo Almagro Lemes (Cerro Chato, departement Paysandú, 1 juni 1963) is een Uruguayaans politicus en diplomaat. Hij was minister van Veeteelt, Landbouw en Visserij en is sinds 2015 secretaris-generaal van de Organisatie van Amerikaanse Staten.

## Biografie
Luis Almagro was in zijn jeugd een fervent hardloper en eindigde een keer als vierde tijdens een wedstrijd op landelijk niveau. Hij studeerde rechten aan de Universidad de la República en studeerde in 1987 af als advocaat. Hij bezocht ook de diplomatieke academie van het Instituto Artigas del Servicio Exterior. Hij was oorspronkelijk aangesloten bij de Nationale Partij, daarna bij de Divisa Blanca en vervolgens bij de Movimiento Nacional de Rocha in de laatste fase van de burgerlijk-militaire dictatuur. Hij werkte van 1991 tot 1996 op de Uruguayaanse ambassade in Iran.
Vervolgens werd hij van 1998 tot 2003 belast met het uitvoeren van taken op de Uruguayaanse ambassade in Duitsland. Tijdens deze periode, eind jaren negentig, wendde hij zich ook tot het linkse politieke spectrum van Uruguay. Hij sloot zich in 1999 aan bij de Volksparticipatiebeweging als deskundige op het gebied van internationale zaken.
Hierna ging hij naar het Ministerie van Veeteelt, Landbouw en Visserij ("Ministerio de Ganadería, Agricultura y Pesca"). In december 2006 werd hij met 21 van de 22 stemmen benoemd tot ambassadeur van Uruguay in China.
Almagro bekleedde sinds 1 maart 2010 de functie van minister van Buitenlandse Zaken in de regering van president José Mujica, als opvolger van Pedro Vaz . Hij bekleedde deze functie tot 1 maart 2015. Bij de verkiezingen van 2014 werd hij verkozen tot Senaatslid. Op 18 maart 2015 kreeg hij 33 van de 34 stemmen bij één onthouding bij de verkiezing voor secretaris-generaal van de Organisatie van Amerikaanse Staten, als opvolger van José Miguel Insulza in deze functie.